# Dąbrowa Tarnowska (stad)
Dąbrowa Tarnowska is een stad in het Poolse woiwodschap Klein-Polen, gelegen in de powiat Dąbrowski. De oppervlakte bedraagt 23,07 km², het inwonertal 11.435 (2006).